# Lake Perris
Der Lake Perris ist ein Stausee im Riverside County im US-Bundesstaat Kalifornien, der 1973 fertiggestellt wurde. In einem von Bergen umgebenen Tal zwischen den Städten Moreno Valley und Perris gelegen, bildet er das südliche Ende des California State Water Projects. Der Stausee ist zudem Teil des Lake Perris State Recreation Areas. Dieser Erholungspark bietet zahlreiche Aktivitäten an.

## Geografie
In gemeindefreiem Gebiet im Riverside County, Kalifornien gelegen, befindet sich der Lake Perris auf einer Höhe von 478 m über dem Meeresspiegel. Der Stausee liegt zwischen Hügeln und kleinen Bergen nahe den Städten Moreno Valley und Perris. Er umfasst 162.100.000 m³ Wasser, das hinter einer 3 km langen und 39 m hohen zickzackförmigen Staumauer gespeichert ist.

### Klima
Die Sommer am Lake Perris sind heiß und trocken, die Winter hingegen kalt und feucht. Regen fällt nahezu ausschließlich zwischen November und April. Die durchschnittliche Wassertemperatur beträgt 21  °C. In den Sommermonaten ist das Wasser ähnlich warm wie Badewasser und gut zum Schwimmen geeignet.
Am Lake Perris treffen mehrere Wettereinflüsse aufeinander: Küstennebel und Smog kommen aus Richtung Westen, starke heiße und trockene Winde aus den Wüsten im Osten und Nordosten.

## Natur
Das Land um den See ist größtenteils von Coastal Sage Scrub, einer Form des Buschlands, bedeckt und bietet vielen Vögeln und anderen Wildtieren Heimat. Tagsüber können hin und wieder Maultierhirsche, Rennkuckucke, Rotluchse, Kojoten, Kaninchen, Wachteln, Gophernattern und Klapperschlangen gesichtet werden. Wesentlich häufiger sind jedoch verschiedene Echsen, Nagetiere, Entenvögel und Greifvögel. Während der regnerischen Zeit von November bis April prägen Wildblumen das Landschaftsbild.

## Ya'i Heki' Regional Indian Museum
Das Ya'i Heki' Regional Indian Museum informiert über die Geschichte des California State Water Projects und die Geschichte und Kultur der Indianer in der südkalifornischen Wüstenregion. Das Museum ist mittwochs und am Wochenende geöffnet.